# Josep Cañé i Baulenas
Josep Cañé i Baulenas fou un polític català del segle xix, diputat a les Corts Espanyoles durant la restauració borbònica.
Militant del Partit Liberal fou elegit diputat pel districte de Tortosa a les eleccions generals espanyoles de 1893, imposant-se al candidat conservador Teodor Gonzàlez i Cabanne. En 1907 va ser un dels fundadors i primer president del sindicat agrari Comunitat de Regants de l'Esquerra-Sindicat Agrícola.